# Курилівка (Лежайський повіт)
Курилівка (пол. Kuryłówka) — село на Закерзонні, у Польщі, у гміні Курилівка Лежайського повіту Підкарпатського воєводства.
Населення — 1703 особи (2015).

## Історія
Село вперше згадується в 1515 році, хоча поселення в цьому місці вже існувало в римські часи. У 1978 році Олександра Грущинська з районного музею в Ряшеві провела археологічні дослідження, під час яких були виявлені залишки поселення з римського періоду.
1524 р. — знищене татарським набігом.
1565 р. — село в Лежайському старостві, було 22 кмети на 10 3/4 ланах, 11 бортників і корчмар.
1624 р. — напад татар.
1655 р. — «шведський потоп».
1657 р. — руйнування села військом Юрія II Ракоці.
1883 р. — село Ланьцутського повіту, 1248 мешканців (761 римо-католик, 466 греко-католиків і 21 юдей).
1915 р. — руйнування села при проходженні німецько-російського фронту.
1934 р. — створення об'єднаної сільської ґміни Куриловка з 10 сіл з адміністративним центром в Курилівці.
На 01.01.1939 в селі проживало 1760 мешканців, з них 610 українців, 1070 поляків і 100 євреїв. Село належало до ґміни Курилувка Ланьцутського повіту Львівського воєводства.
14 вересня 1939 р. в село вступили німці, урочисто зустрінуті українцями. 30 вересня німці передали село радянським військам відповідно до пакту Молотова — Ріббентропа, однак на початку жовтня відбулася зворотня передача через обмін Сталіном Закерзоння на Литву. У 1943 році було створено український відділ поліції. 29 червня 1944 р. село було сплюндроване калмиками. Наприкінці липня 1944 р. 13-а армія 1-го Українського фронту зайняла село.
1945 року відповідно до «Угоди про взаємний обмін населенням у прикордонних районах» частина українського населення Курилівки була виселена в СРСР. Решту українців у 1947 р. депортовано на понімецькі землі.

## Відомі люди
- Карван Іван — правознавець, учасник бою під Крутами в складі студентської сотні.
- Федірко Микола Юрійович (1920—2004) — український майстер художньої обробки дерева.

## Демографія
Демографічна структура станом на 31 березня 2011 року:
|          | Загалом | Допрацездатний вік | Працездатний вік | Постпрацездатний вік |
| -------- | ------- | ------------------ | ---------------- | -------------------- |
| Чоловіки | 838     | 177                | 580              | 81                   |
| Жінки    | 843     | 165                | 505              | 173                  |
| Разом    | 1681    | 342                | 1085             | 254                  |

## Церква
У 1831 р. в селі була дерев'яна парафіяльна церква святого Миколи Каньчуцького деканату Перемишльської єпархії, 593 греко-католики. До парафії входили також села Бриська Воля, Ожанна, Вілька Ламана, Тарнавець, Жухів, Яструбець.
Нова мурована церква збудована 1896 року за проектом Василя Нагірного. Поруч стоїть дзвіниця з 1912 р. З 1920 р. парафія належала до Лежайського деканату. Після виселення українців церкву перетворили на склад, з 1982 р. — костел.